# Talaromyces indigoticus
Talaromyces indigoticus är en svampart som beskrevs av Takada & Udagawa 1993. Talaromyces indigoticus ingår i släktet Talaromyces och familjen Trichocomaceae.   Inga underarter finns listade i Catalogue of Life.